# Борле, Кевин
Кевин Борле (фр. Kévin Borlée; род. 22 февраля 1988, Волюве-Сен-Ламбер) — бельгийский легкоатлет, бегун на короткие дистанции, специализирующийся на дистанции 400 метров, чемпион мира в помещении 2022 года, четырёхкратный чемпион Европы, трёхкратный чемпион Европы в помещении, многократный призёр чемпионатов мира, участник 5 Олимпийских игр (2008, 2012, 2016, 2020, 2024). Рекордсмен Бельгии в эстафетах 4×400 метров на открытом воздухе и в помещении.

## Биография
У Кевина есть брат-близнец Джонатан, старшая сестра Оливия и младший брат Дилан которые также являются спринтерами мирового уровня. Их тренирует отец, Жак Борле. В конце 2008 года Кевин и Джонатан поступили в Университет штата Флорида и успешно представляли его на легкоатлетическом чемпионате американской студенческой ассоциации.

## Личные рекорды
| Вид                              | Время | Место             | Дата            |
| -------------------------------- | ----- | ----------------- | --------------- |
| 100 метров (на открытом воздухе) | 10,62 | Беверен, Бельгия  | 1 сентября 2007 |
| 200 метров (на открытом воздухе) | 20,72 | Брюссель, Бельгия | 23 июля 2011    |
| 400 метров (на открытом воздухе) | 44,56 | Брюссель, Бельгия | 2012            |
| 400 метров (в помещении)         | 46,87 | Гент, Бельгия     | 19 февраля 2006 |

## Соревнования
| Год  | Чемпионат                    | Место                  | Вид   | Время | Место |
| ---- | ---------------------------- | ---------------------- | ----- | ----- | ----- |
| 2005 | Молодёжный чемпионат мира    | Марракеш, Марокко      | 200 м | 21,82 | пф    |
| 2006 | Чемпионат мира среди юниоров | Пекин, Китай           | 400 м | 46,95 | пф    |
| 2008 | Олимпийские игры             | Пекин, Китай           | 400 м | 44,88 | пф    |
| 2009 | Чемпионат мира               | Берлин, Германия       | 400 м | 45,28 | пф    |
| 2010 | Чемпионат Европы             | Барселона, Испания     | 400 м | 45,08 | 1-е   |
| 2010 | Континентальный кубок        | Сплит, Хорватия        | 400 м | 45,01 | 4-е   |
| 2011 | Чемпионат мира               | Тэгу, Республика Корея | 400 м | 44,90 | 3-е   |